# Азијски слонови
Азијски слонови (лат. Elephas) један су од два постојећа рода породице слонова (лат. Elephantidae), док је азијски слон (лат. E. maximus) једина преживјела врста овог рода.
Идентификовано је неколико изумрлих врста које припадају овом роду, укључујући E. recki, E. antiquus и патуљасти E. falconeri и E. cypriotes. Овај род је уско повезан са родом мамута (лат. Mammuthus).

## Таксономија
Род азијских слонова припада сурлашкој породици слонова и чини га једна жива и седам изумрлих врста:
- — азијски слон[1]
  -  — индијски слон
  -  — шриланчански слон
  -  — суматрански слон
  -  — борнејски слон, предложен али још увијек није признат као валидан[4]
  - †E. m. sondaicus — јавански слон
  - †E. m. rubridens — кинески слон
  - †E. m. asurus — сиријски слон
- † — описан са фосилних остатака пронађених 1911. на Лузону у Филипинима од стране фон Кенигсвалда[5]
- †E. celebensis — сулавески патуљасти слон, описан са јужног Сулавесија од стране Хоејера[6]
- † — описан са формације Куби Алги у Туркану у Кенији[3]
- † — описан са фосилних остатака пронађених на Сивалик брдима од стране Фалконеа и Котлија, 1845[7]
- †E. hysudrindicus — фосил слона из плеистоцена на острву Јава, који се разликује од E. m. sondaicus[8]